# Claiton
Claiton Fontoura dos Santos est un footballeur brésilien né le 25 janvier 1978. Il évolue au poste de milieu de terrain.

## Palmarès
- Internacional : 
  - Champion de l’État du Rio Grande do Sul : 1997, 2002, 2003

- Vitória
  - Champion de l'État du Bahia : 2000

- Bahia
  - Champion de l'État du Bahia : 2001
  - Vainqueur de la Copa Nordeste : 2001

- Santos
  - Champion du Brésil : 2004

- Flamengo
  - Vainqueur de la Coupe Guanabara : 2007
  - Championnat de l'État Rio de Janeiro : 2007